# Mercury-Atlas 2

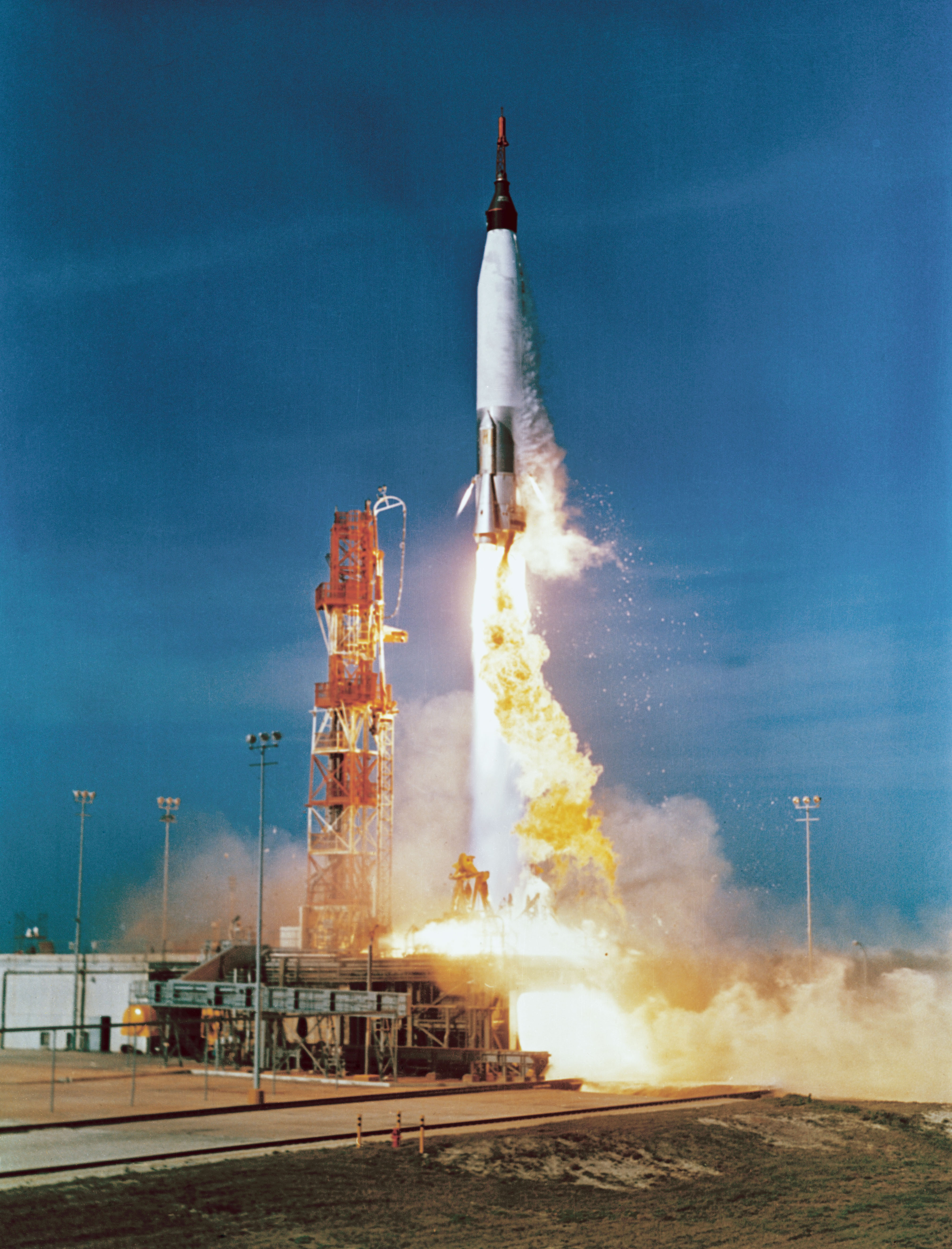
Start testovacího letu MA-2

Mercury-Atlas 2 (MA-2) byl testovací let bez posádky, provedený v rámci programu Mercury. Start se konal 21. února 1961 na odpalovacím komplexu 14 na Cape Canaveral Air Force Station. Cíle testu byly téměř shodné jako při nepodařené misi Mercury-Atlas 1. Použitá raketa Atlas D sériové číslo 67, byla pro tento let speciálně upravena. Po zkušenosti s nehodou MA-1 (porušení materiálu poblíž spojovacího adaptéru s lodí Mercury) byla horní část rakety vyztužena 8 palců (~20 mm) širokým pásem z nerezové oceli. Mezi výztuží a pláštěm byla umístěna izolační vrstva azbestu. Přidaná výztuž značně odlehčila namáhání svaru pod prstencem adaptéru pro připojení kapsle Mercury. Adaptér byl také vyztužen a menších úprav se dočkal i ventil na kyslíkové nádrži. Let dopadl úspěšně, kabina dosáhla apogea 183 km, rychlosti 21 287 km/h (5913 m/s) a dopadla 2305 km od Cape Canaveral. Maximální přetížení dosáhlo hodnoty 15,9 g (156 m/s²), hmotnost kapsle byla 1154 kg. Kapsle Mercury # 6 použitá při letu MA-2 je v současnosti vystavena v Houston Museum of Natural Science ve městě Houston v Texasu.